# Вайкаунт-Мелвілл
Вайкаунт-Меллвілл (англ. Viscount Melville Sound) — протока в Канадському Арктичному архіпелазі, що відокремлює острови Мелвілл і Батерст від островів Вікторія і Принца Уельського.

## Географія
Розташована в центральній частині Канадського Арктичного архіпелагу і є частиною одного з маршрутів через Північно-Західний прохід разом із протоками Мак-Клур, Барроу і Ланкастер. В англомовних джерелах ці чотири протоки називають Parry Channel (протока Паррі). Протока Паррі відокремлює Острови Королеви Єлизавети від решти Канадського Арктичного архіпелагу.
З'єднує протоку Мак-Клур, розташовану на заході, з протокою Барроу на сході. На південному сході сполучається з протокою Мак-Клінток, на південному заході — з протокою Принца Уельського, на півночі — з протокою Байам. Разом із іншими протоками з'єднує моря Баффіна і Бофорта, що належать до басейну Північного Льодовитого океану.
Ширина протоки становить 160 км, довжина — 400 км . Глибина протоки від 200 до 500 метрів.

## Історія
Протоку Вайкаунт-Мелвілл відкрив Вільямом Паррі 1819 року і назвав ним на честь Роберта Саундерса Дугласа, другого віконта Мелвілла, першого лорда Британського адміралтейства на той час.